# Aphis cephalanthi
Aphis cephalanthi är en insektsart som beskrevs av Thomas 1878. Aphis cephalanthi ingår i släktet Aphis och familjen långrörsbladlöss. Inga underarter finns listade i Catalogue of Life.